# 湯姆·奧斯滕
湯姆·奧斯滕（英語：Tom Austen；1987年9月15日—）是英國的一位演員。他最著名的作品包括在電視劇The Royals中飾演Jasper Frost角色，以及在Grantchester中飾演Guy Hopkins角色。奧斯滕曾就讀於市政廳音樂及戲劇學院。

## 外部連結
- 湯姆·奧斯滕在互联网电影资料库（IMDb）上的資料（英文）